# イルヨ・カイセ
イルヨ・カイセ（Iljo Keisse、1982年12月21日 - ）は、ベルギー、ヘント出身の自転車競技選手。6日間レースを中心とするトラックレースを主体に活動している。
なお、「-ljo」の部分を「リョ」、「Kei-」の部分を「ケイ」と表記し、イリョ・ケイセとする自転車競技Webも少なくない。

## 経歴
プロ転向以前より、マディソン、ポイントレース、スクラッチといった長距離系トラック種目を主体にレースキャリアを積んでおり、2004年より6日間レースに参加。同レースの初優勝は、当時チームメイトであったマシュー・ギルモアと組んだ、2005年のフィオレンツオーラ・ダルダであった。
2011年2月7日現在、6日間レースで13勝を挙げ、同レースではトップスターに上り詰めている。内、出身地で行われるヘント6日間レースでは、初参加の2005年に加え、2007年、2008も優勝と抜群の実績を誇る。レース途中打ち切りとなった2006年の大会も途中までトップだった。ギルモアの引退後は、主にドイツのロベルト・バルトコとコンビを組んでおり、国別対抗戦となるオリンピック、世界自転車選手権、国内選手権では、チームメイトである、ケニー・デケテルと組んでマディソンを戦うケースが多い。
2008年12月9日、ヘント6日間レース最終日に採取されたAサンプルに、ドーピング陽性反応が出たことから、所属チームであるトップスポート・フラーンデレンより、以降のレースの出場停止処分を受けた。その後、Bサンプルでも陽性反応が出たことから、トップスポート・フラーンデレンを解雇された。ドーピング理由は、カチンとマスキング剤によるもの。のちにドーピング使用疑惑の一連の告発は証拠不十分としてベルギー自転車競技連盟によって取り下げられた。
2010年、クイックステップに移籍。同年7月7日、スポーツ仲裁裁判所(CAS)は、2011年8月6日までの出場停止処分を下した。その後、CASの裁定に不服としてブリュッセル裁判所に異議申し立てを行い、またUCIの解釈では、ベルギー国内における係争事項であり、国際法の適用にはあたらないとして、同年のヘント6日間レース及び2011年のロッテルダム6日間レースに出場した。

## 6日間レース優勝実績
| 勝目 | 年   | 開催地                     | パートナー                              |
| ---- | ---- | -------------------------- | --------------------------------------- |
| 1    | 2005 | フィオレンツオーラ・ダルダ | マシュー・ギルモア                      |
| 2    | 2005 | グルノーブル               | マシュー・ギルモア                      |
| 3    | 2005 | ヘント                     | マシュー・ギルモア                      |
| 4    | 2006 | ハセルト                   | マシュー・ギルモア                      |
| 5    | 2007 | ロッテルダム               | ロベルト・バルトコ                      |
| 6    | 2007 | アムステルダム             | ロベルト・バルトコ                      |
| 7    | 2007 | ヘント                     | ロベルト・バルトコ                      |
| 8    | 2008 | ブレーメン                 | ロベルト・バルトコ                      |
| 9    | 2008 | シュトゥットガルト         | ロベルト・バルトコ、 ライフ・ランパター |
| 10   | 2008 | ミュンヘン                 | ロベルト・バルトコ                      |
| 11   | 2008 | ヘント                     | ロベルト・バルトコ                      |
| 12   | 2010 | ロッテルダム               | ダニー・スタム                          |
| 13   | 2010 | ヘント                     | ペーター・スヘプ                        |
| 14   | 2011 | グルノーブル               | モルガン・クネスキ                      |
| 15   | 2011 | チューリッヒ               | フランコ・マルブリ                      |
| 16   | 2012 | コペンハーゲン             | マーク・ヘスター                        |

## 注記
1. ↑  https://blog.goo.ne.jp/kumataro2004/e/5364e5afdab17525417804dc5522986f
2. ↑  “Keisse doping charges dismissed | Cyclingnews.com” (英語). Cyclingnews.com. (2009年11月2日)
3. ↑  CAS suspends Keisse for two years for 2008 doping - cyclingnews.com 2010年7月7日付記事（英語）
4. ↑  UCI spells out its case against Keisse - cyclingnews.com 2011年1月7日付記事（英語）